# Michele Vaccaro
Michele Vaccaro (Agrigento, 21 dicembre 1887 – Roma, 1980) è stato un generale italiano, distintosi come ufficiale nel corso della guerra italo-turca e nella prima guerra mondiale. Nel corso della seconda guerra mondiale fu comandante della Scuola centrale di fanteria a Roma (dal 28 giugno 1940 al febbraio del 1942), vicecomandante, comandante interinale e poi comandante effettivo della 2ª Divisione fanteria "Sforzesca" con cui combatté sul fronte orientale. Insignito della croce di cavaliere dell'Ordine militare di Savoia, di tre medaglie d'argento e una croce di guerra al valor militare.

## Biografia
Nacque ad Agrigento il 21 dicembre 1887, figlio di Alfonso e Giuseppina Lupo. Arruolatosi nel Regio Esercito nel 1909, fu nominato sottotenente dell'arma di fanteria il 21 ottobre 1909 e partecipò alla guerra di Libia con il 57º Reggimento fanteria "Abruzzi", venendo decorato con una medaglia d'argento al valor militare per essersi distinto nel combattimento di Ettangi il 18 giugno 1913. A partire dal 1915, prese parte alla prima guerra mondiale nelle file del 71º reggimento fanteria della brigata Puglie, venendo promosso al grado di maggiore nel 1917.
Tra le due guerre mondiali rimase in servizio presso il 71º Reggimento fanteria a Venezia (dove fu anche giudice presso il tribunale militare della città lagunare) sino al 1 marzo 1923, fu assegnato al 59º Reggimento fanteria "Calabria" in Sardegna, venendo promosso tenente colonnello il 2 febbraio 1927.
Tornato dall'11 giugno 1933 a Roma fu dapprima in servizio alla scuola centrale di fanteria e dopo al Ministero della guerra del Regno d'Italia e dal 15 febbraio 1937, divenne comandante del 23º Reggimento fanteria "Como" a Gorizia, permanendovi sino alla fine del 1939.
Effettivo poi all'VIII Corpo d'armata di stanza a Roma, dal 28 giugno 1940 al febbraio 1942 comandò la Scuola centrale di fanteria a Roma.
Promosso generale di brigata dal 1º gennaio 1942, con l'ampliarsi della seconda guerra mondiale, nell'estate del 1942 venne posto al comando della fanteria della 2ª Divisione fanteria "Sforzesca", allora al comando del generale Carlo Pellegrini, in Unione Sovietica, schierata sulla linea del Don. Dopo l'esito negativo della battaglia sul Don, e la successiva ritirata generale dell'8ª Armata, dal 15 febbraio 1943 ebbe il comando interinale della Grande Unità. Una volta rientrato in Italia con i resti della Divisione, si acquartierò in Venezia Giulia nella zona tra Divaccia, Fola, Sesana, Villa del Nevoso lungo la linea del confine italo-jugoslavo. Dal 1 giugno 1943 la Sforzesca si ricostituì, per trasformazione, scindendosi con la 157ª Divisione fanteria "Novara", inquadrando ancora i ricostituiti 53º e il 54º Reggimento fanteria e il 17º Reggimento di artiglieria.
Dopo l'armistizio dell'8 settembre 1943 venne catturato dai tedeschi a Fiume ed internato in Germania, riuscendo però a rimanervi per poco tempo avendo fatto solenne giuramento di voler aderire alla Repubblica Sociale Italiana. Tornato in Italia, non prese però parte attiva alla neonata Repubblica, limitandosi ad un ruolo meramente strumentale, parteggiando invece per gli Alleati.
Sposato a Venezia con Elena Lobus, ebbe un figlio Giuseppe, che come lui intraprese la carriera militare e divenne generale. Si spense a Roma nel 1980.

### Annotazioni
1. ↑  Con la stessa motivazione fu decorato anche il sottotenente Alvise Brunetti.
2. ↑  Quale comandante della fanteria, dal 20 giugno 1943, divenne il generale di brigata Nicola Ruffo.

### Fonti
1. 1 2 3 4 5 6 7  Generals.
2. ↑  Dettaglio decorato www.quirinale.it
3. ↑  Bollettino Ufficiale 1917, dispensa 23, pagina 1786, registrato alla Corte dei conti il 5 aprile 1917, registro 41, foglio 4.